# Ellipsometri
Ellipsometri er en eksperimentel metode til at måle tynde film. Dette gør den ved at udnytte polariseringen af lys.